# Julian Pahlke

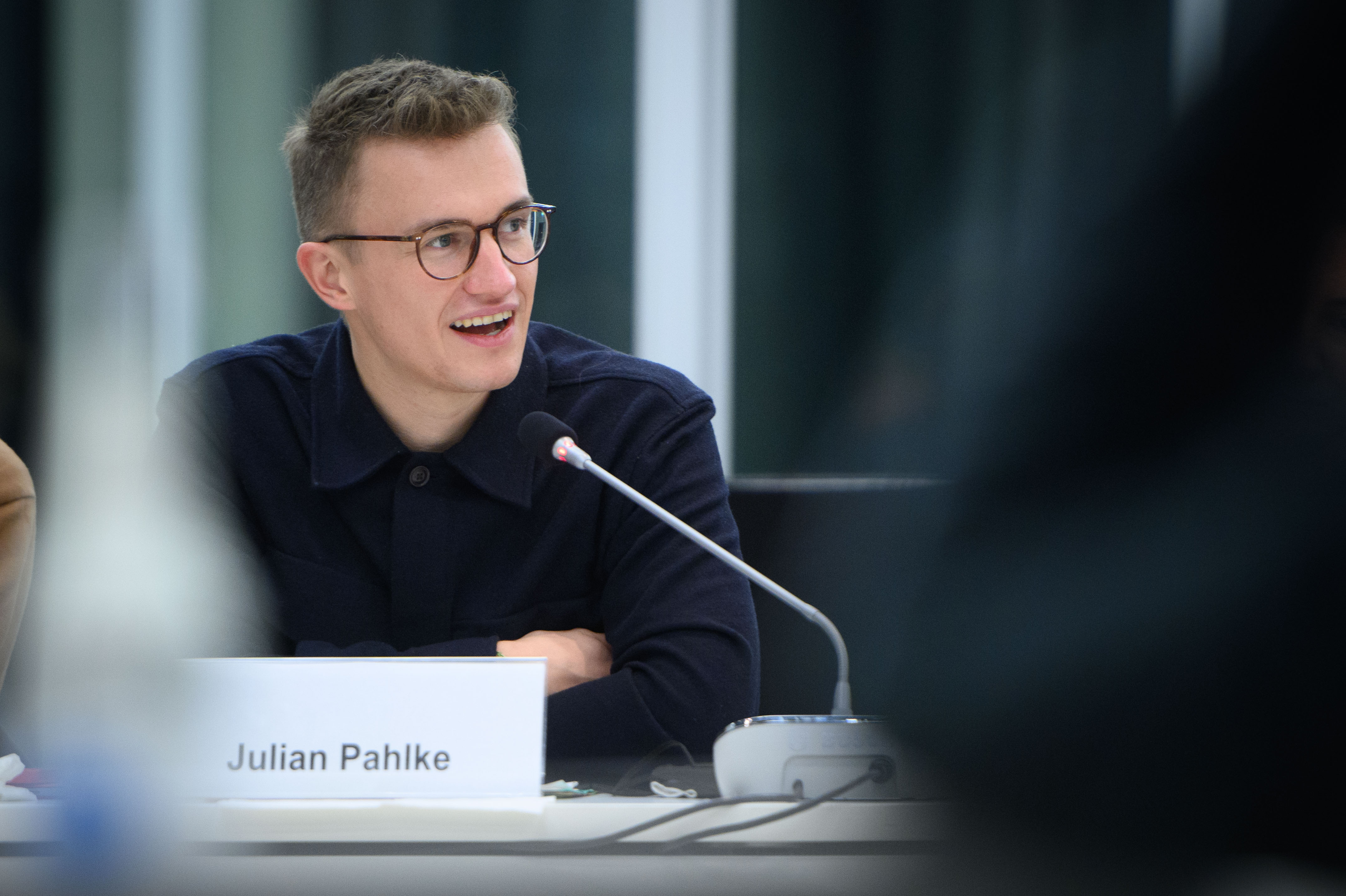
Julian Pahlke, 2022

Julian Nils Christoph Pahlke (* 15. Oktober 1991 in Gehrden) ist ein deutscher Politiker (Bündnis 90/Die Grünen) und Mitglied des Deutschen Bundestags.

## Biographie
Julian Pahlke wuchs in Gehrden bei Hannover auf. Er studierte Internationales Management sowie Sprach- und Kulturwissenschaften an der Universität Flensburg, der Syddansk Universitet, der Universität Marseille und der Universität Jönköping. Er erlangte die Abschlüsse Bachelor of Arts, Bachelor of Science und Master of Arts und arbeitete für eine Werbeagentur.

## Politische Tätigkeiten
Pahlke ist Mitglied der Partei Bündnis 90/Die Grünen und arbeitete bis 2021 im Büro von Claudia Roth. Bei der Bundestagswahl 2021 kandidierte Pahlke für den Bundestagswahlkreis Unterems (Wahlkreis 25). Er zog über die niedersächsische Landesliste der Grünen in den Deutschen Bundestag ein.
Während der Migrationskrise an der Grenze zwischen Belarus und der Europäischen Union 2021 reiste Pahlke als Mitglied des Deutschen Bundestages gemeinsam mit Merle Spellerberg als Beobachter in die Nähe der Grenze zwischen Belarus und Polen.
Seit dem 24. Januar 2022 ist Pahlke Mitglied der Parlamentarischen Versammlung des Europarates.

## Politische Positionen
Im November 2022 stimmte er als einer von neun Abgeordneten in der Grünen-Bundestagsfraktion gegen die Änderung des Atomgesetzes, das den Betrieb um vier Monate verlängerte.
Pahlke wird allgemein dem linken Fundi-Flügel der Grünen zugeordnet.

### Seenotrettung
Pahlke war ab 2016 Crewmitglied und bis 2020 Vorstand des Vereins Jugend Rettet. 2016 und 2017 war er an Bord der Iuventa im Mittelmeer. Laut Pahlke rettete die Iuventa 14.000 Mittelmeer-Flüchtlinge. Die italienische Justiz beschlagnahmte das Schiff im August 2017 und ermittelte gegen Jugend Rettet wegen Beihilfe zu illegaler Einwanderung, der Verein solle mit Schleppern zusammengearbeitet haben. Als Sprecher von Jugend Rettet wies Pahlke die Vorwürfe zurück. Im März 2021 wurden die Ermittlungen abgeschlossen, es soll zu einer Anklage kommen.
Außerdem war Pahlke Sprecher des Seenotrettungsvereins Sea-Eye.